# یورک ویل (تورنتو)
یورک ویل (انگلیسی: Yorkville, Toronto) یک محله و دهکده سابق در تورنتو، انتاریو، کانادا است. از جنوب به خیابان بلور، از شمال به جاده داونپورت، از شرق به خیابان یانگ و از غرب به جاده اونیو محدود می‌شود. به‌طور رسمی بخشی از محله «آنکس» محسوب می‌شود.